# Stročja vas
Stročja vas is een plaats in Slovenië en maakt deel uit van de gemeente Ljutomer in de NUTS-3-regio Pomurska. De plaats telde 519 inwoners op 1 januari 2020.